# Intemelis
Els intemelis (en llatí intemelii, en grec antic Ἰντεμέλιοι) eren un poble marítim de Ligúria a l'oest dels ingauns, al peu dels Alps marítims.
Són un poble poc conegut a la història, i Titus Livi només els menciona una vegada, juntament amb els seus veïns. Es dedicaven conjuntament a la pirateria, i l'any 180 aC es va enviar una flota romana contra ells. Estrabó diu que eren una tribu independent a la seva època, i que la seva capital, Albium Intemelium o Albintemelium l'actual Ventimiglia, era una ciutat important. Plini el Vell diu que eren practicants de la pirateria.
El seu territori, tot i que no es coneixen els seus límits amb precisió, tenia a l'est amb els ingauni i a l'oest els vediantis, almenys aquestes són les tribus de què parlen els historiadors romans. Probablement ocupaven tota la vall del Rutuba (avui Roja) que neix al Coll de Tenda i desaigua prop de Ventimiglia.